# Máquina de supervivencia
Máquina de supervivencia es un término probablemente acuñado por Niko Tinbergen, en donde se hace mención por primera vez, y constantemente, en el libro “El gen egoísta” de Richard Dawkins a propósito de dar una idea de la manipulación centrada en los genes.

## Descripción General

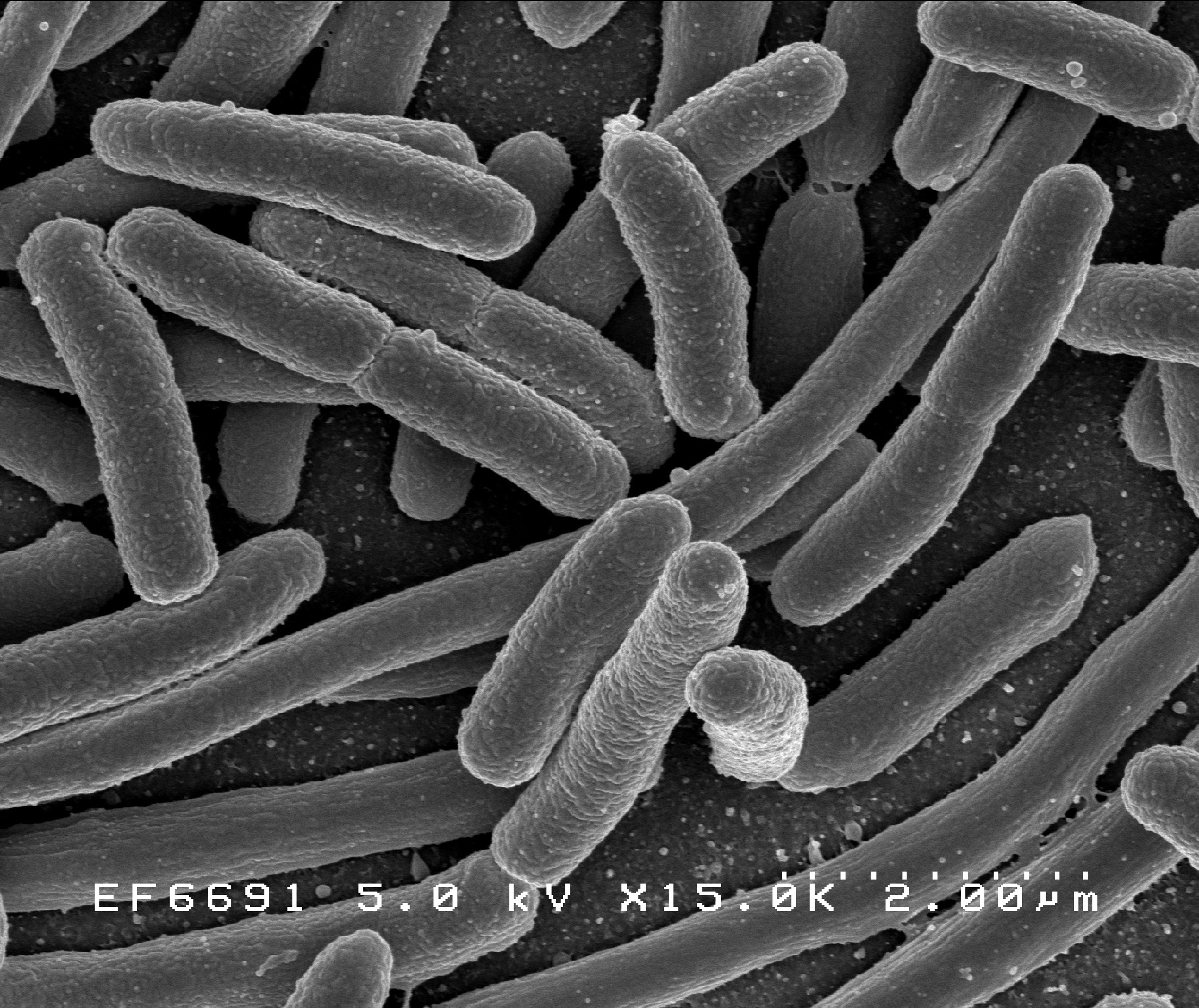
Micrografía con microscopio electrónico de barrido en el que se puede observar bacterias de E. Coli, cada una de ellas se puede considerar una máquina de supervivencia.

Según Richard Dawkins una máquina de supervivencia es un vehículo que contiene no sólo un gen sino muchos miles de ellos, dado el comportamiento gregario de estos replicadores. Trata al individuo de cualquier especie, unicelular o pluricelular, como una máquina de corta vida construida por una confederación de genes de larga vida.

## Causas que ocasionaron su aparición

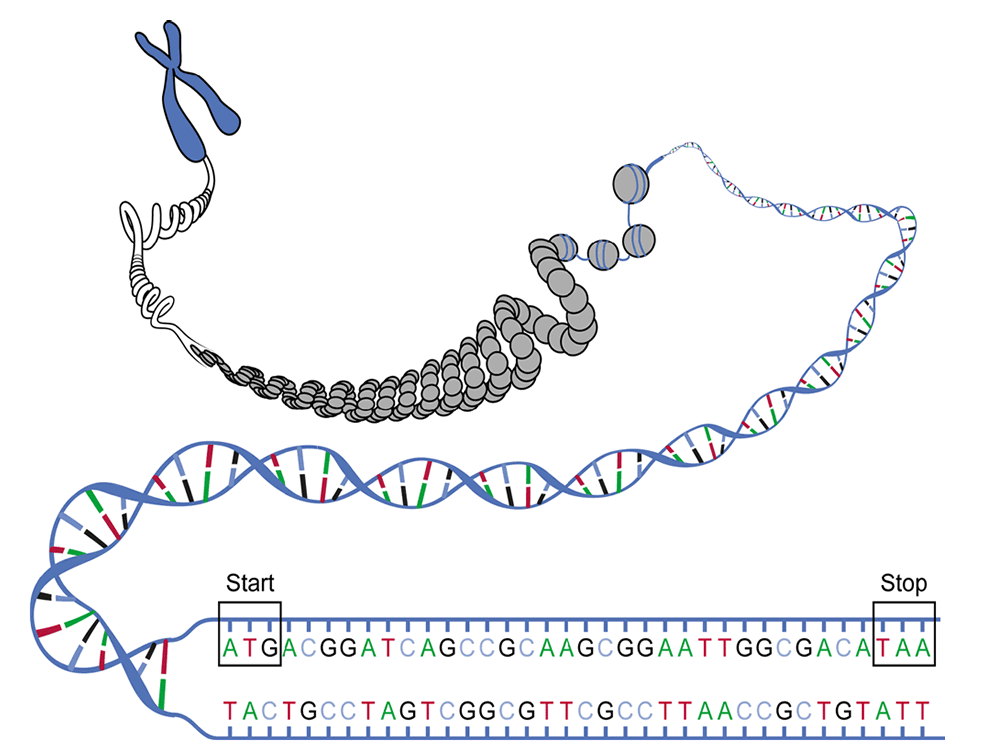
El ADN y sus distintos niveles de empaquetamiento.

La competencia entre replicadores obligó a generar una guerra química que consistía en disminuir la efectividad de replicadores rivales ocasionando que otros replicadores formaran barreras químicas o físicas como membranas envolventes para protegerse. Así pues, las primeras máquinas de supervivencia eran replicadores envueltos de una capa protectora para seguir sobreviviendo, como si fueran vehículos o máquinas. La competencia continuó y mediante un proceso acumulativo y progresivo estas máquinas se hicieron más sofisticadas formando las primeras células y partiendo de allí para continuar con el resto de la evolución.
Existe la probabilidad de que los primeros replicadores fueran una clase de molécula distinta o relacionada con el ADN. En un momento, quizá posterior, sus máquinas de supervivencia debieron de ser absorbidas por el ADN.

## Comportamiento y características generales
La máquina de supervivencia útil es aquella que persigue un fin de manera "consciente" y para conseguirlo intenta reducir la discrepancia que hay entre el estado actual de cosas y el estado deseado o fin, los genes son los que controlan este comportamiento de manera indirecta y es la máquina de supervivencia la que adquiere la responsabilidad. Según esto, la perspectiva de la evolución que ha considerado "el bien de las especies" no tendría cabida en este contexto, ya que debemos esperar que surja explotación egoísta de la comunicación cuando los intereses de los genes de los individuos difieran.
El principal problema para el vehículo genético es su afán de perpetuarse. Dicha máquina de supervivencia encuentra su mayor rivalidad ante otras que no son descendientes directos ni parientes cercanos, es decir, el entorno. Las máquinas de la misma especie competirán más entre sí que con las dispares por los recursos vitales.